# اوکوشیری، هوکایدو
اوکوشیری، هوکایدو (به لاتین: Okushiri, Hokkaido) یک منطقهٔ مسکونی در ژاپن است که در Hiyama Subprefecture واقع شده‌است. اوکوشیری  ۲٬۸۱۲ نفر جمعیت دارد.